# Питри-пакша
Питри-пакша (санскр. पितृ पक्ष, IAST: pitṛ pakśa), также произносится как питр-пакша или питру-пакша («полмесяца для предков») — период из 16 лунных дней, когда индусы воздают почести своим предкам (питри), особенно через приношения пищи. Период также известен как питри-поккхо (бенгали), питру-пакшья (ория), сола-шраддха («16 шраддх»), канагат, джития, махалая-пакша и апара-пакша.
Питри-пакша считается неблагоприятным временем, предназначенным для обрядов смерти, совершаемых в течение церемонии, известной как шраддха или тарпана. В Южной и Западной Индии он происходит в месяце бхадрапада (сентябрь — октябрь), начиная с дня полнолуния (пурнима), которое происходит сразу после Ганеша-чатурдаши, и заканчивая днем новолуния, известным как Сарвапитри-амавасья, Махалая-амавасья или просто Махалая. В Северной Индии и Непале этот период относится к тёмной половине месяца ашвин, а не бхадрапада.
Совершение шраддхи сыном в течение питри-пакши рассматривается среди индусов как обязанность, так как оно обеспечивает переход души предка на небо. В этом контексте «Гаруда-пурана» говорит: «Нет спасения для человека без сына». Совершение обрядов Сарвапитри-амавасья может также компенсировать забытую либо пропущенную по небрежности ежегодную церемонию шраддхи, которая должна в идеале совпадать с годовщиной смерти покойного. Шраддха совершается в определенный лунный день в течение питри-пакши, когда предок — обычно родитель — умер. Существуют исключения для правила лунного дня; специальные дни предназначены для людей, которые умерли определённым образом или имели определённый статус в жизни. Чаутха Бхарани и Бхарани Панчами, четвертый и пятый лунные дни соответственно, предназначены для людей, умерших в прошлом году. Авидхава-навами, 9 лунный день, — для замужних женщин, которые умерли раньше своего мужа. 12-й лунный день — для детей и аскетов, которые отказались от мирских наслаждений. 14 день известен как Гхата чатурдаши, или Гхалая чатурдаши, и предназначен для тех людей, которые были убиты, погибли на войне или умерли другой насильственной смертью. Сарвапитри-амавасья («новолуние всех отцов») предназначено для всех предков, независимо ото дня их смерти. Это наиболее важный день питру-пакши.